# Ardata
Ardata era una ciutat situada a les muntanyes a l'est de la moderna Trípoli i no lluny d'Ullassa (propera a Trípoli) que es diu actualment Tell Arde i ha estat excavada.
Va ser la primera ciutat interior que van ocupar els egipcis cap a la meitat del segle xv aC després de desembarcar a Ullassa. Pertanyia fins llavors a Tunip, un regne vassall de Mitanni. Mentre els egipcis atacaven Cadeix i conquerien una altra ciutat més al nord, Sumur, la ciutat es va revoltar instigada per Tunip, però els egipcis van sufocar la revolta.
El príncep d'Arasni, aliat a Abdi-Asirta cap dels habiru d'Amurru, va conquerir Ardata sobre la meitat del segle xv aC. Amb aquesta ciutat i Sigata com a base del seu poder els habiru es va estendre al nord i sud. Mort Abdi-Asirta potser el 1340 aC el seu fill Pu-Bahla la va poder mantenir, però tenia la residència a la propera Ullassa. El 1330 aC aproximadament, Aziru, un altre fill d'Abdi-Asirta, va crear el Regne d'Amurru amb les conquestes que havia fet de les ciutats i territoris possessió dels egipcis, i va sotmetre's a vassallatge del rei hitita Subiluliuma I. És possible que llavors Ardata fos la capital del regne amb Aziru com a rei.